# 沃特福德 (英國)
和福（英語：Watford）是位于英格兰赫福郡的一个城市。它位于伦敦市区西北32公里处，M25伦敦环城高速公路之内。
和福譯名取自香港山頂和福道，並不源用屈福特足球會的地區譯名。

## 经济

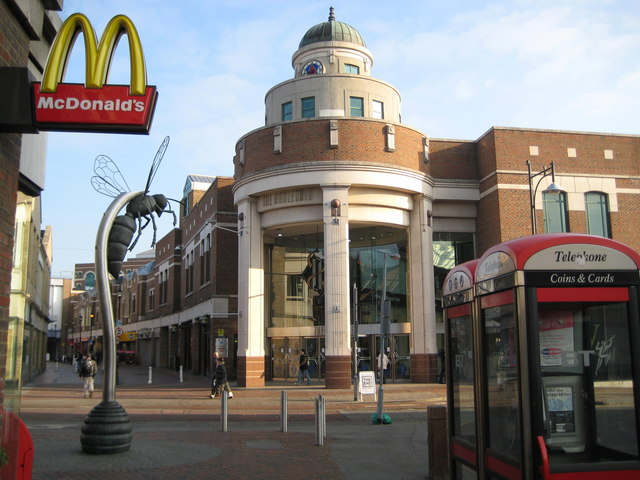
哈里奎因购物中心的入口

和福是伦敦北部的重镇。它与斯蒂夫尼奇一起被赫福郡议会指定为该郡的主要经济活动中心，并大力发展当地的商业和零售业。和福的主要购物区域是哈里奎因购物中心。它是一座拥有140多家店铺、餐厅以及咖啡厅的大型室内购物中心。该购物中心于1990年兴建，并于1992年6月投入使用。
和福的主商业街贯穿整个市中心。该商业街以提供夜生活服务为主，聚积着大量的酒吧、俱乐部和餐厅。和福正在计划在现有的和福綜合醫院基础上，在其周边兴建一处拥有直升机停机坪的大型医疗中心。
和福是许多大型跨国公司英国总公司的所在地，如：歐霸、三洋電機、英國航運局、威瑟斯本、卡米洛集團等。

## 交通

### 自行车
和福鎮方圆20公里地势平坦，非常适合騎乘自行车。和福鎮居民使用自行车上班的比率是2.26%，高于赫福郡的平均1.8%。

### 公路
和福地处要冲。与M25高速公路和连接伦敦与英格兰中北部的M1高速公路相邻。

### 铁路
和福是英国铁路西海岸主干线上的重要一站。该线连接伦敦、英格兰中部和苏格兰。一些长途的火车会经停屈福特站。同时会有大量的区间车经过这里。

### 航空
和福交匯站有大量巴士专线开往希思路機場和卢顿（非直達盧頓機場）。該站亦有开往伯明翰机场的直达火车。
2009年前，該站仍有通往格域機場的直达火车。但2009年后，乘客需要在克拉珀姆交匯站、尤斯頓車站或倫敦維多利亞車站轉乘往格域机场的火车。

## 友好城市
- 法國 楠泰尔

## 外部連結
维基共享资源上的相關多媒體資源：沃特福德